# Lasse Nilsen
Lasse Nilsen, född 16 juli 1964, är en svensk ståuppkomiker. Han utmärker sig genom sin kroppskontroll och är utbildad mimare på legendariska l’ecole de mime d’Etienne Decroux i Paris. Något som gett honom en helt egen stil. Han medverkade i sista säsongen av Släng dig i brunnen och har också medverkat i Stockholm Live, morgonsoffan, Comedy Central och TV4 morgon TV från Almedalen. 2003 tilldelades han SMACK-priset som årets komiker. 2008 var Lasse med på Big Comedy-turnén tillsammans med Magnus Betnér, Adde Malmberg, Lennie Norman, David Batra och Johan Rehborg. Är med och driver stand up-klubben Lobbyn och har tillsammans med komikerna Agneta Wallin och Erik Löfmarck fått ta emot pris för bästa svenska stand up - klubb på Svenska stand up - galan. Lasse har gjort flera egna stå up-shower:  ”I Kroppen På Lasse Nilsen” i regi av Kristoffer Appelquist, ”Mim - En visuell Stand up” i regi av Lena Nilsen, ”The Mime who wouldn’t shut up” (I London och på Fringe Festival i Edinburgh) samt ”Koalitionen” tillsammans med Per Wernolf i regi av Olle Sarri.  Lasse är en av Försvarsmaktens Fältartister och har uppträtt i bland annat Kosovo, Mali och Afghanistan.